# CERS4
CERS4 (англ. Ceramide synthase 4) – білок, який кодується однойменним геном, розташованим у людей на короткому плечі 19-ї хромосоми. Довжина поліпептидного ланцюга білка становить 394 амінокислот, а молекулярна маса — 46 399.
| 10         |  | 20         |  | 30         |  | 40         |  | 50         |
| ---------- |  | ---------- |  | ---------- |  | ---------- |  | ---------- |
| MLSSFNEWFW |  | QDRFWLPPNV |  | TWTELEDRDG |  | RVYPHPQDLL |  | AALPLALVLL |
| AMRLAFERFI |  | GLPLSRWLGV |  | RDQTRRQVKP |  | NATLEKHFLT |  | EGHRPKEPQL |
| SLLAAQCGLT |  | LQQTQRWFRR |  | RRNQDRPQLT |  | KKFCEASWRF |  | LFYLSSFVGG |
| LSVLYHESWL |  | WAPVMCWDRY |  | PNQTLKPSLY |  | WWYLLELGFY |  | LSLLIRLPFD |
| VKRKDFKEQV |  | IHHFVAVILM |  | TFSYSANLLR |  | IGSLVLLLHD |  | SSDYLLEACK |
| MVNYMQYQQV |  | CDALFLIFSF |  | VFFYTRLVLF |  | PTQILYTTYY |  | ESISNRGPFF |
| GYYFFNGLLM |  | LLQLLHVFWS |  | CLILRMLYSF |  | MKKGQMEKDI |  | RSDVEESDSS |
| EEAAAAQEPL |  | QLKNGAAGGP |  | RPAPTDGPRS |  | RVAGRLTNRH |  | TTAT       |

A: Аланін

C: Цистеїн

D: Аспарагінова кислота

E: Глутамінова кислота

F: Фенілаланін

G: Гліцин

H: Гістидин

I: Ізолейцин

K: Лізин

L: Лейцин

M: Метіонін

N: Аспарагін

P: Пролін

Q: Глутамін

R: Аргінін

S: Серин

T: Треонін

V: Валін

W: Триптофан

Кодований геном білок за функцією належить до фосфопротеїнів. 
Задіяний у таких біологічних процесах, як метаболізм ліпідів, біосинтез ліпідів. 
Білок має сайт для зв'язування з ДНК. 
Локалізований у ядрі, мембрані, ендоплазматичному ретикулумі.